# Karel Heijting
Karel Heijting (Kutoarjo, Índies Orientals Neerlandeses, 1 de maig de 1883 – París, França, 1 d'agost de 1951) va ser un futbolista neerlandès que va competir a començaments del segle xx. Jugà com a centrecampista i en el seu palmarès destaca una medalla de bronze en la competició de futbol dels Jocs Olímpics de Londres de 1908 i les lligues neerlandeses de futbol de les temporades 1904-05, 1906-07 i 1909-10.
A la selecció nacional jugà un total de 17 partits, en què no marcà cap gol.